# صاف بن صياد
عبد الله بن صياد رجُلُّ من يهود العرب قيل انَّ النبي محمد كان يشك في أنَّهُ الدجال، والده من يهود المدينة، وقد اقسم عمر بن الخطاب انه الدجال ولم ينكر عليه النبي. وقد كان اعورًا. وقد كان مدعيًا للنبوة.

## النشأة
ولد لعائلة يهودية عربية بالقرب من المدينة المنورة. وبحسب ما ورد كان معاديًا للنبي محمد منذ الطفولة. كان اسمه سابقًا صاف بن الصياد، وعرف لاحقًا بـ عبد الله بن صياد، و عبد الله بن سعيد.

## ادعاءات النبوة في صغره
ادعى ابن صياد أنه نبي وهو على عتبة المراهقة، وكان يُعتقد في البداية أنه المسيح الدجال حيث كانت صفاته هي نفس صفات المسيح الدجال:
روي أن النبي محمد صلى الله عليه وسلم التقى بابن صياد، وكان ابن صياد في ذلك الوقت على عتبة المراهقة. فقال عليه الصلاة والسلام : ألا تشهد أني رسول الله؟ فقال ابن صياد: أشهد أنك رسول الأميين. وبعد أن سخر ابن صياد من كونه نبيًا، قرر عمر بن الخطاب أن الطفل يستحق الموت وطلب من النبي صلى الله عليه وسلم الإذن بإعدامه. فقال النبي: إن كان هو ذلك الذي في ذهنكم فلن تستطيعوا قتله، وإن لم يكن كذلك فلا ينفعكم القتل.

### صفاته
وقد أشار الفقيه الحنفي الدكتور إسرار أحمد إلى رواية قال فيها إن صاف بن صياد كان له القدرة على الرؤية من ظهره. بالإضافة إلى ذلك، فقد نقل عنه أيضًا:
| « | كان ينام ولكن عقله يبقى مستيقظًا | » |

 وفي صحيح مسلم تشير بعض الروايات أيضًا إلى أن صاف بن صياد كان لديه القدرة على قراءة أفكار الناس.
| « | عن عبد الله قال: كنا نسير مع رسول الله صلى الله عليه وسلم فإذا ابن صياد يمر برسول الله فقال له صلى الله عليه وسلم : أخفيت عليك شيء (شيء ليختبره به) فقال: هو الدخ. (كان النبي يقصد سورة الدخان ولكنه اجاب الرسول بالدخ ولم يستطع اكمال اسم السورة لأنه يقال أن في داخله شيطان والشياطين يسرقون الأخبار التي في السماء ولكنهم يأتون بها ناقصة) فقال له رسول الله صلى الله عليه وسلم : قف عندك، فإنك لا تستطيع أن تزيد على مرتبتك، فقال عمر: يا رسول الله ائذن لي أن أضرب عنقه. فقال الرسول صلى الله عليه وسلم: دعه؛ إذا كان هو الدجال فلن تستطيع قتله وأن لم يكن هو فلا خير لكَ في قتله . | » |

## بلوغه
روى نافع أن ابن عمر التقى بابن صياد (المعروف الآن بعبد الله بن سعيد) فقال لبعض أصحابه: "أنت تقول أنه هو (الدجال)." فقال ابن سعيد: «والله ليس كذلك». فقال ابن عمر: ما صدقتني، والله لقد أخبرني بعضكم أنه لا يموت حتى يكون له أكثر الولد ومال كثير، وهو الذي يظن ذلك.
إلا أن أبي سعيد الخدري قال: "قال لي ابن صياد كلاماً استحييت منه، قال: إني أعذر الآخرين، ولكن ما خطبكم يا أصحاب محمد حتى تعتبرونني الدجال؟ ألم يقل رسول الله صلى الله عليه وسلم إنه يهودي بينما أنا مسلم، وقال أيضا: ليس له ولد، ولي ولد، وقال أيضا: إن الله قد حرم عليه دخول مكة وقد حججت". 
وبسبب هذه الادعاءات المستمرة ضده، أصيب ابن صياد بالاكتئاب، قائلاً: "أرى أن آخذ حبلاً وأربطه بالشجرة وأنتحر بسبب كلام الناس". (صحيح مسلم 54:114)

## اختفاؤه
شوهد صاف بن صياد آخر مرة خلال معركة الحرة، حيث أرسل الخليفة الأموي يزيد بن معاوية قوة لإخضاع المدينة المنورة للحكم الأموي.
وبحسب ما ورد فقد اختفى أثناء المعركة ولم تتم رؤيته مرة أخرى.